# Lastman
Lastman és una sèrie de còmics francesa escrita i dibuixada per Bastian Vivès. La resta de l'equip el formen Balak, com a coguionista, i Michaël Sanlaville com a codibuixant. Es publica a França des de 2013 per l'editorial Casterman. A Espanya la sèrie ha sigut publicada en castellà per l'editorial Diábolo.
Lastman es va publicar inicialment a delitoon.com, una pàgina web gratuïta de còmics. La sèrie ha estat qualificada d'un «manga a la francesa» pel seu autor Bastien Vivès, «en la qual s'utilitza el format de certs codis de manga però sense pretendre ser una mera còpia de la cultura japonesa». El còmic està així mateix influenciat per les pel·lícules d'animació de Walt Disney i pels blockbusters dels anys 1980-1990, com per exemple els de Steven Spielberg.
Per tal de mantenir el ritme constant d'aparició, de 20 planxes per setmana, els autors es reparteixen el treball de manera molt precisa: «Bastien [Vivès] imagina les grans línies de la història, les intencions dels personatges, la manera en què l'acció evolucionarà i, seguidament, en discuteix amb la resta de l'equip. Balak s'ocupa del guió i secciona l'àlbum en episodis […] Finalment, Michaël [Sanlaville] dibuixa 20 planxes setmanals juntament amb Bastien [Vives], i cada un repassa les pàgines de l'altre». El ritme de la narració és equiparable al d'una sèrie televisiva: «intentem publicar al ritme de sèries de televisió produïdes i emeses ràpidament, com l'adaptació televisiva de The Walking Dead o Game of Thrones». El responsable n'és Balak, el qual «elabora ràpidament el guió sense mai perdre en qualitat».